# Freie Demokratische Partei der DDR

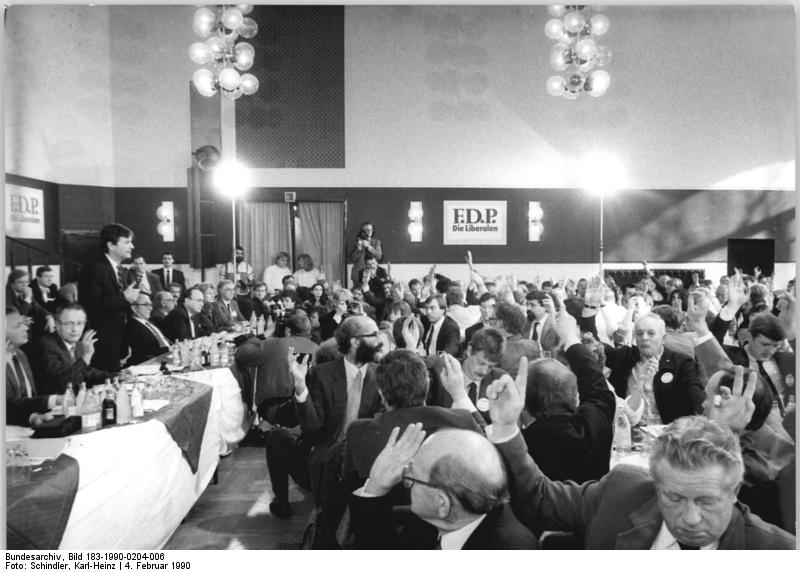
Der Gründungsparteitag der Freien Demokratischen Partei (FDP) trat am 4. Februar 1990 "im Ostteil Deutschlands" zusammen.

Die Freie Demokratische Partei der DDR (F.D.P.) war eine im Zuge der politischen Wende in der DDR entstandene liberale Partei.

## Geschichte
Der Gründungsaufruf erfolgte am 25. November 1989 in Berlin durch den Diplom-Ingenieur Ralf Koch, welchen er zuvor mit Wolfgang Mleczkowski, Mitglied der FDP in West-Berlin, besprochen hatte. Dieser ließ 5.000 Gründungsaufrufe drucken, die Koch in Ost-Berlin verteilte. In den Geschäftsräumen des Sportklubs BSG Einheit Friesen an der Marie-Curie-Allee in Lichtenberg fanden nach der Veröffentlichung des Aufrufs im Oktober 1989 regelmäßige Treffen interessierter Bürger statt, die an der Gründung der F.D.P. mitarbeiten wollten. Ab dem 20. Dezember 1989 entwarf Koch gemeinsam mit Werner Wiemann ein Parteiprogramm der F.D.P, auch um einen Gründungsparteitag vorzubereiten. Ein Antrag zur Registrierung und Gründung der Partei wurde von Koch am 28. Dezember 1989 an das Ministerium des Inneren der DDR schriftlich eingereicht. Am 5. Januar 1990 berichteten die Bild-Zeitung wie auch der Berliner Tagesspiegel über Koch und seine zu gründende Partei.
Am 18. Januar 1990 verschickte Koch Einladungen zum zentralen Gründungsparteitag am 4. Februar in der HO-Gaststätte Kreiskulturhaus „Peter Edel“ (großer Konferenzsaal, Klement-Gottwald-Allee 125, 1120 Berlin/Weißensee). Für den 27. Januar lud Koch zu einer vorbereitenden Versammlung ins Haus des Lehrers in Berlin-Mitte. Diese Versammlung nutzten Gegner Kochs, um ihn zu diskreditieren, wobei es keine Hinweise für eine eventuelle Stasi-Tätigkeit gibt, und Bruno Menzel aus Dessau zum provisorischen Vorsitzenden zu wählen. Koch wurde später zum Landesvorsitzenden von Ost-Berlin gewählt.
Am 4. Februar 1990 wurde die F.D.P. der DDR offiziell gegründet; Vorsitzender wurde Bruno Menzel. Allerdings war die Mitgliederzahl der Partei sehr gering. Eigene Strukturen konnten kaum aufgebaut werden. Selbst die westdeutsche FDP schenkte der ehemaligen Blockpartei LDPD mit ihren über 100.000 Mitgliedern mehr Aufmerksamkeit. Am 12. Februar 1990 trat die F.D.P. der DDR im Vorfeld der ersten freien Volkskammerwahl 1990 dem Wahlbündnis Bund Freier Demokraten (BFD) bei. Der BFD erreichte 5,3 % und 21 Sitze in der Volkskammer.
Die Parteien des BFD beteiligten sich anschließend an der letzten DDR-Regierung unter Lothar de Maizière. Am 11. August 1990 erfolgte auf einem Außerordentlichen FDP-Bundesparteitag der Zusammenschluss der F.D.P., der Deutschen Forumpartei sowie der Partei Bund Freier Demokraten (entstanden durch Fusion von LDPD und NDPD) mit der westdeutschen FDP zur gesamtdeutschen FDP.